# Егорьевский уезд

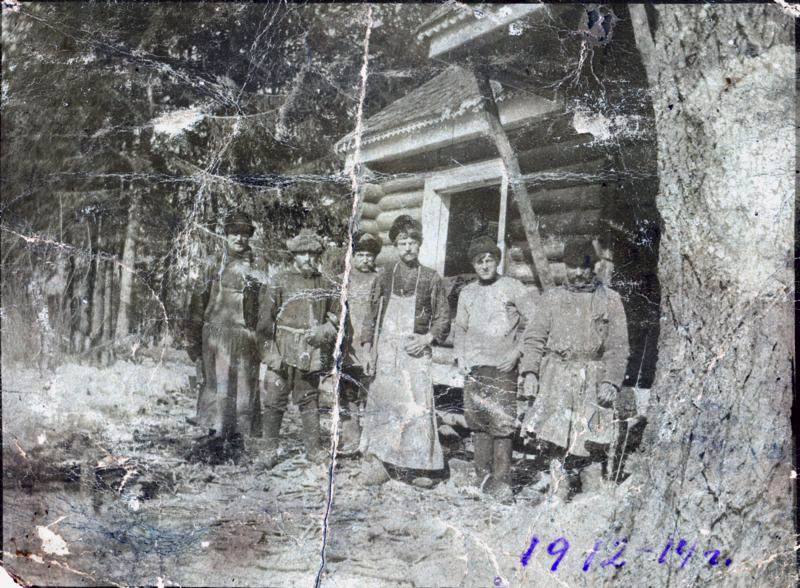
Плотницкая артель, Рязанская губерния, Егорьевский уезд, 1912 год.

Его́рьевский уе́зд — историческая административно-территориальная единица в Рязанской и Московской губерниях Российской империи и РСФСР, существовавшая в 1778—1929 годах. Уездный город — Егорьевск.

## География
Уезд был расположен на севере Рязанской губернии. Граничил с Московской губернией (Бронницкий и Коломенский уезды) на западе и Владимирской губернией (Покровский и Судогодский уезды) на севере. По площади уезд занимал территорию в 3572 версты², большей частью находился на Мещерском хребте по линии Егорьевск — Касимов Мещёрской низменности.
Площадь уезда представляет собой равнину, которая покрыта на северо- и юго-востоке озёрами и болотами; на юго-западе пересечена оврагами. Реки, которые протекают по уезду, все принадлежат к Оке. Наиболее важная река — Цна, исток которой находится вблизи деревни Коробяты; протекает Цна по западной части уезда на 30 вёрст, весной пригодна для сплава от села Куплиям. Река Поля течёт по уезду на 40 вёрст. В неё впадает другая река — Понаря. Также заслуживают внимания реки Гуслянка, приток Нерской, а также реки Семиславка, Мезенка, Берёзовка — все они являются притоками реки Москвы. Также в уезде есть множество озёр и болот. Озёра расположены группами; из этих групп наиболее замечательная располагается на границе Егорьевского, Касимовского и Рязанского уездов; в состав этой группы входят озёра: Святое, Лихарево, Дубовое, Великое, Ивановское, Сокорево и Мартыново. Во́ды этой группы через реку Пру и другие притоки сливаются в Оку. Другая, также значительная группа озёр расположена на севере и северо-востоке, к озёрам на севере принадлежат: Святое, Муромское, Белое и другие; на северо-востоке: Великое, Маловское, Свинкино и другие. Бо́льшая часть озёр уезда находится в окружении болот. По качеству почвы уезд делится на 3 части. У 1 части принадлежность к 2 районам: одному от Московской границы, к югу от реки Андреевки и до реки Сухушки; южная межа этой местности прилегает к реке Оке и Зарайской границе; другому — к долине, образованная цепью больших озёр, которые примыкают к Касимовскому уезду. В этой местности почва мергельная, богата частями из глины, плотная, сырая, рождает овёс и плодородная. 2 разряд — это местность, которая идёт от границ Московской губернии вдоль реки Цны и левого берега реки Сухушки; затем местность суживается и входит в пределы Рязанского уезда. Здесь почва песчаная, смешанная с илом, местами есть незначительное количество глины, сырая и малопроизводительная. К 3-му разряду принадлежит остальная часть уезда. Почва в этой местности сухая, песчаная, рыхлая и недолго удерживающая удобрения. Леса в уезде занимают примерно 40 % всей его площади; из деревьев больше своего распространена сосна; она занимает половину всей площади лесов уезда.

## История
Уезд был образован в 1778 году в составе Рязанского наместничества на землях Высоцкой, Крутинской, Мещерской, Раменской, Холмовской волостей Коломенского уезда Московской губернии и ряда волостей Владимирского (Шатурская, Сенежская, Кривандинская, Дубровская, Вышелесский Остров, Муромское сельцо, Пырков Стан) и Рязанского уездов (волости Купля и Литвуня). В 1796 году император Павел по вступлении на престол повелел наместничества преобразовать в губернии, и утвердил новый штат, по которому Рязанской губернии положено было состоять из девяти городов с уездами. Вследствие этого город Егорьевск был упразднён, а территория уезда поделена между Зарайским и Рязанским (примерно по р. Цне). В 1802 году император Александр возвратил Рязанской губернии прежнее административное деление, и уезд был восстановлен, но в несколько урезанных границах. Часть прилегающей к р. Оке территории (возле с. Дединово) осталась в Зарайском уезде. 4 мая 1922 года уезд вошёл в состав Московской губернии. В 1929 году уезд был упразднён, большая его часть вошла в состав Егорьевского района Орехово-Зуевского округа Центральнопромышленной области (позднее — Московской).

## Структура
Под лугами в 1891 году считается 38 930 десятин. В том же году 21 873 десятины засеяли рожью, льном — 2321, овсом — 3219, гречей — 10 566, картофелем — 8279. По исследованию в 1885 года, у крестьян было надельной земли 154 606 десятин, из которых 3627 — в подворном владении. Своей собственной земли у крестьян тогда было 36 348 десятин, а в аренде — 34 592. Из надельной земли, исключая неудобную, под пашней находится 66 779 десятин, луговой и покосов — 33 904, площади лесов — 28 166, огородами, садами и прочим — 2 233, под усадебными строениями — 2 754, под выгонами и пастбищами — 10 424, под болотами — 7 748 десятин. Согласно переписи, произошедшей в 1886 году, у крестьян было: лошадей — 16 124, жеребят — 1 174, коров — 27 294, телят — 20 943, овец — 59 799, а свиней — 10 361. Земля была малопроизводительная; её недостаток способствовал развитию фабричной, а также кустарной промышленности. В 1890 году в уезде находится 8 фабрик, 99 мельниц, 44 крупорушки, 36 маслобоен, 57 спичечных заведений и 32 завода: кожевенных, дегтярных, смоляных, рогожных и прочих. Все 182 фабричные, торговые и промышленные заведения в Егорьевске были оценены земством в 3 451 790, а 1033 заведения в уезде — в 502 542 рубля. Главный местный промысел в уезде — тканьё бумажных изделий. Тканьём нанки занимались дома и на фабриках, их было около 11 500 человек, размоткой бумаги занимались 6600 человек, а крашением пряжи и ткани — 200 человек.
В уезде было два монастыря: мужской — Николо-Радовицкий монастырь (XV век) находился в с. Радовицы на месте Акакиевой пустыни и женский — Свято-Троицкий Мариинский монастырь в г. Егорьевске.
В 1890—1891 учебном году общее количество школ — 80; 5 городских и 3 сельских министерства народного просвещения, 41 земская, 22 церковно-приходских и 9 школ грамоты. Учащиеся: 3553 мальчика и 898 девочек, всего же 4453 человека. Окончило курс в 1891 году 275 мальчиков и 43 девочки. Большинство земских училищ имели собственные удобные дома. 

Одним из активных организаторов народных (воскресных) школ считается Н. П. Столпянский (1834—1909) отец П. Н. Столпянского. Родился в с. Остров Горской волости в семье дьячка, выпускник Рязанской духовной семинарии, впоследствии известный деятель по народному образованию. Он разработал методику обучения письму и чтению в начальной школе и в школах для взрослых. Широко известны его литературно-педагогические труды: «Азбука с прописями» (1864); «Букварь для народных школ» (1865); «Народная азбука» (1867); «Учебник арифметики» и др.

На народное образование земство назначило в 1891 году 22 658 рублей, из них 5 884 рубля на мужскую прогимназию, 1300 рублей на содержание школ в городе — мужской и женской.
На медчасть назначили 27 027 рублей. Кроме больницы в городе, земство имело в уезде 2 больницы и 4 лечебницы. Земских врачей — 7, фельдшеров — 8, акушерок — 4. На содержание земской управы назначили 8221 рубль. Все земские расходы исчисляются в 122 202 рубля.
Плели рыболовные сети 4—5 тысяч человек, изготовляли изделия из дерева до 3000 человек, разрабатывали и вывозили лес 1500 человек. Было развито плотничество и рыбная ловля.
В некоторых волостях жители собирали ягоды, грибы, плаун и муравьиные яйца. Согласно приблизительному подсчёту, все местные промышленники исчислялись в 32 000 человек. Отхожими промыслами занимались около 16 000 человек.

## Население
Население уезда в 1885 году 145 675 чел. По переписи 1897 года в уезде было 153 299 жителей (71 007 мужчин и 82 292 женщины).
По итогам всесоюзной переписи населения 1926 года население уезда составило 180 666 человек, из них городское — 34 950 человек.

## Населённые пункты
В 1859 году в составе уезда было 463 населённых пункта, наиболее крупные из них:
- г. Егорьевск — 4779 чел.;
- с. Бордуки — 804 чел.;
- с. Большое Гридино — 669 чел.;
- д. Василёво — 715 чел.;
- д. Коробовская — 776 чел.;
- с. Маливо — 868 чел.;
- с. Двойни — 749 чел.;
- с. Середниково — 711 чел.;
- с. Дубровка — 779 чел.;
- с. Тимохино — 716 чел.;
- с. Полбино — 791 чел.;
- с. Куплиям — 760 чел.;
- с. Починки — 910 чел.

## Административное деление
До революции в центральном регионе существовало три параллельных структуры административного деления: Гражданская: губерния-уезд-волость Церковная: епархия-благочиние-приход и Военно-полицейская: губерния-уезд-стан.
На момент образования Егорьевский уезд делился на четыре стана (номерных, без названий). Во главе стана стоял становой пристав, занимавшийся, в частности, учётом годного для несения ратной службы населения. По данным 1860 года в уезде было 2 стана. Становые квартиры располагались в Бол. Гридино (1-й стан, 247 селений) и Починках (2-й стан, 212 селений). В 1918 году станы сменили милицейские округа (их было 3 штуки).
С 1778-го и до реформы 1861 года волостей в позднейшем понимании этого слова не существовало. C 1897 года на территории уезда, кроме упомянутых станов, выделялись две экономические волости: Высоцкая и Тимшинская — для управления делами государственных (казённых) крестьян. Практически все дела крепостных крестьян, кроме метрического и военного учёта населения, находились тогда в ведении помещиков, поэтому обычные волости стали не нужны. Высоцкая и Тимшинская волости не имели определённых границ, просто всё свободное крестьянское население уезда было приписано к одной из них. В 1834 году вместо Тимшинской были образованы новые экономические волости — Лаптевская (из пригородных селений), Василенцевская и Тимиревская. Около 1840 года из Тимиревской была выделена ещё Полбинская волость. Лаптевская просуществовала до 1850 года, когда была образована Поминовская волость. Все они просуществовали недолго — с отменой крепостного права вместо них были образованы новые 26 волостей.
В ходе реформы 1861 года был реализован с некоторыми изменениями проект волостного деления, предложенный в 1850 году. В Егорьевском уезде появились 26 волостей, существовавшие практически в неизменном виде до начала XX века:
1. Архангельская (с. Архангельское, д. Пышлицы, д. Высокая, д. Дорофеево, д. Филимакино, д. Чисомы, д. Филилеево, д. Ефремовская, д. Дрошино, д. Ханино, д. Тюрвищ, д. Князево, д. Ивановская, д. Евлево, д. Семеновская, д. Филисово, д. Воропино, д. Высокорево, д. Горелое, д. Демино, д. Казыкино, д. Маврино, с. Никола Ялмонт)
2. Середниковская (с. Середниково, д. Самойлиха, д. Бабынино, д. Бармино, д. Терихово, д. Гаврино, д. Новшино)
3. Бережковская (д. Бережки, д. Лобановская, д. Щеголево, д. Семеновская, д. Маловская, д. Юрцево, с. Юрьево, д. Барсуки, д. Чигарово, д. Колычево, д. Трубицыно, д. Абрютково, д. Захаровка, д. Большие Холмы, д. Васильево, д. Таракановская)
4. Петровская (д. Петровская, д. Андреевские выселки, д. Левошево, д. Грибчиха, д. Белавино, д. Васютино, д. Гавриловская, д. Алексино, д. Иванцево, д. Митинская, д. Чукаево, д. Халтурино, д. Аксеново, д. Софряково, д. Малое Алексино, д. Лузгарино, д. Деревнищи, д. Бармусово, д. Аринино, с. Погост Преображенский, с. Ново-Покровское)
5. Парыкинская (д. Рахманово, д. Леоново, д. Полбино, д. Дмитриевка, д. Парыкино, д. Тюшино, с. Владычино, с. Княжево, д. Кочема, д. Астанино, д. Ворово, д. Харланово, д. Чигарево, д. Песье)
6. Двоенская (д. Гора, д. Скорнево, д. Тимохино, д. Никитинская, д. Демидово, д. Митяковские выселки, д. Иншаково, д. Кумово, д. Песье, д. Подрядниково, д. Букишино, д. Астанино, с. Завражье, с. Воронцево, д. Варлыгино, д. Двойни, д. Фильчаково)
7. Старовская (д. Старая, д. Лыщиково, с. Красное, д. Красное, д. Вершина, д. Чертовиха, д. Торханово, д. Дорофеевская, д. Слобода, д. Велино, д. Дылдино, д. Зворково, д. Кузнецы, д. Верещагино, д. Бекетовская, д. Каменница, д. Филисово, д. Кобелево)
8. Круговская (с. Круги, д. Кочема, д. Ксенофонтово, д. Парфентьево, д. Фетюхино, д. Саламаево, д. Поцелуево, д. Левино, д. Белавино, с. Горки, д. Лосино, д. Пашутино, д. Бабково, д. Поповская, д. Васильково)
9. Дерсковая (с. Радушкино, д. Дерсковская, д. Новосёлки, д. Масеево, д. Селянино, д. Беломутово, д. Великодворье, д. Артемово, д. Дубасово, д. Югино, д. Пронино, д. Сычи, д. Макарово)
10. Семеновская (д. Семеновская, д. Левинская, д. Лешино, д. Кузнецы, д. Фединская, д. Минино, д. Сидоровская, д. Маланьинская, д. Пожога, д. Митинская, д. Починок, д. Стенинская, д. Ивановская, с. Вышелес)
11. Куплиямская (с. Куплиям, с. Радовицы, д. Служная Слобода, д. Сазоново, д. Летово, д. Ново-Покровская, д. Молодинки, с. Никиткино, д. Шевницы, д. Белавино, с. Шарапово)
12. Горская (д. Новосельцевская, д. Гора, д. Малеиха, д. Тупицыно, д. Ворово, д. Ширяевская, д. Спирино, д. Тюшино, д. Волосунино, д. Ершовская, д. Ананьинская, д. Широкая, д. Парфеновская, д. Русановская, д. Вальковская, д. Пиравинская, д. Пожинская, д. Покровка)
13. Нечаевская (д. Нечаевская, д. Заболотье, д. Лаптево, д. Теребенки, д. Бузята, д. Русанцево, д. Вишневая, д. Агрысково, д. Голубевая, д. Исаевская, д. Семеновская, д. Даниловская, д. Пантелеево, д. Фиретово, д. Карниловская, д. Федуловская, д. Кудиновская, д. Левинская, д. Станинская, д. Гавриловская, д. Ефремовская, д. Таняевская, д. Курбатиха, д. Забелино, д. Костылево, д. Батраки, д. Палкино, д. Подлужье, д. Орлы, д. Некрасово, д. Алешино, д. Селиваниха, д. Хохлево, д. Глуховская, д. Ширяевская, д. Акатово, д. Сурово, д. Михали, д. Тимшино, д. Лунинская, с. Рыжево, д. Кукшево, д. Жучата, д. Назарово, с. Дмитриевцы)
14. Троицкая (с. Троицы, д. Кузьминка, д. Калачево, д. Надеево, д. Блохино, д. Исаиха, д. Бутово, д. Русаки, д. Зайцево, д. Ивановская, д. Сазоново, д. Борки, д. Гридинский Посёлок)
15. Старо-Василевская (с. Знаменское, д. Федотиха, д. Деревнищи, д. Запутное, д. Горки, д. Алексино, д. Старо-Василево, д. Лесково, д. Денисиха, д. Чадлево, д. Позняки, д. Екимовская, д. Малое Гридино, с. Шатур)
16. Поминовская (д. Поминово, д. Костино, д. Болдино, д. Деминская, д. Титовская, д. Артемовская, д. Бруски, с. Власовское, д. Власовская, д. Авчагино, д. Соколово, д. Филинская, д. Федякино, д. Степановская, д. Синевая, д. Клеменово, д. Незгово, д. Зиреевская, д. Бурцево, д. Яковлево, д. Лосево, д. Великий Край, д. Саввино, д. Дранниково, д. Василенцево, д. Коробята, д. Мартиновская, с. Знаменское, д. Лесково, д. Большое Гридино, д. Малое Гридино, д. Сабанино, д. Денисиха)
17. Дубровская (с. Ильмяны, д. Шмельки, д. Дубровка, д. Красная Горка, д. Подлесная, д. Катчиково, д. Митрониха, д. Бородино, д. Гришакино, д. Шелагурово, д. Ловчиково, д. Харлампиево, д. Обухово, д. Пруды, д. Голыгино)
18. Починковская (д. Сидоровская, д. Тимоново, д. Алешино, д. Антипино, д. Большая Ильинка, д. Старое Ерохино, д. Новое Ерохино, д. Спас, д. Бутово, с. Жабки, д. Малая Ильинка, д. Анохино, д. Коливоново, д. Крехтино, д. Денисово, д. Никоново, с. Починки)
19. Маливская (д. Храмцово, д. Мастищи, д. Волково, д. Родионово, д. Надеево, с. Маливо, д. Новопосёлки, д. Поповка, д. Темирово, д. Подосинки, д. Сельниково, д. Зарудня, д. Петровское, д. Комлево, д. Нестерово, д. Угорная Слобода)
20. Раменская (д. Коншево, д. Кувакино, д. Бочнево, д. Казино, д. Старое, д. Трофимово, д. Мелентьево, д. Гулынки, д. Комлево, д. Натальино, д. Проняево, д. Афанасьево, д. Сурино, д. Карповская, д. Андреевка, д. Починки, д. Михеево, с. Маншеево, с. Раменки, д. Нестерово, д. Русилово, д. Сельниково, д. Березники, д. Жулево)
21. Лелеческая (с. Лелечи, д. Харинская, д. Гридинская, д. Янино, д. Юринская, д. Прохорово, д. Старо-Аксеновская, д. Ново-Аксеновская, д. Лазарево, д. Луки, д. Анненка, д. Алферово, д. Васинская, д. Голыговщина)
22. Лекинская (с. Шеино, д. Лека, д. Валово, с. Телема, д. Телема, д. Перхурово, д. Симонцево, д. Зименки, д. Шеино, д. Муравлевская, д. Шестимирово, д. Коренец, д. Филинская, д. Старо-Черкасово, д. Ново-Черкасово, д. Савинская, д. Якушевичи, д. Погостищи)
23. Колычёвская (д. Абрахово, д. Прасковьины выселки, д. Горки, д. Клин, д. Мелихово, д. Морозово, д. Маньшино, с. Колычево, д. Козельская, д. Зубово, д. Аристово, д. Каширово, д. Курапово, д. Давыдовская, д. Аверкиево)
24. Коробовская (д. Коробовская, д. Кулаковская, д. Митинская, д. Губино, д. Белая, д. Наумово, д. Федеевская, д. Михайловская, д. Петряиха, д. Денисиха, д. Надеино, д. Першинская, д. Епифановская, д. Бундово, д. Бекетовская, д. Федоровская, д. Кузьмино, д. Ивановская, д. Кашниково, д. Пестовская, д. Ширяевская, д. Емино, д. Епихино, д. Марковская, с. Погост Дмитриевский)
25. Василёвская (с. Спасское, д. Василево, д. Иваново, д. Карцево, д. Коврево, д. Низкая, д. Иньшино, д. Ларинская, д. Панино, д. Суханово, д. Пановская, д. Каменская, д. Фролково, д. Курбатиха, с. Пырково)
26. Лузгаринская (д. Лузгаринская, д. Вяхирево, д. Бардуки, д. Ананкино, д. Горяиновская, д. Васюковская, д. Варюковка, д. Воронинская, д. Тарбеиха, д. Перинская, д. Гавриловская, д. Ново-Сидориха, д. Новая Курияниха, д. Яковлевские выселки, д. Старая Курьяниха, д. Дуреевская, д. Кузяевская, д. Климовская, д. Мелиховская, д. Инюшинская, д. Старое Алексино, д. Малое Алексино, д. Харинская, с. Туголес, с. Кривандино)[8]

Некоторые деревни (например, Ворово, Тюшино, Ширяевская) фигурируют сразу в двух волостях, потому что в них было по нескольку крестьянских общин и разные общины одной деревни могли относиться к разным волостям и разным приходам. По данным 1886 года, в Егорьевском уезде насчитывалось 459 селений и 636 общин, т. е. в среднем 1,4 общины на селение.
Начиная с 1912 года в списках волостей уезда отсутствует Старо-Василевская волость.
В 1917—1918 годах количество волостей в уезде увеличилось, и сама иерархия административного деления изменилась, получив вид губерния-уезд-волость-сельсовет.
В 1918 году в Егорьевском уезде было 30 волостей: Нечаевская, Поминовская, Бережковская, Васильевская, Горская, Лузгаринская, Васютинская, Кривандинская, Красновская, Петровская, Радовицкая, Круговская, Маливская, Раменская, Троицкая, Парыкинская, Починковская, Двоенская, Лелеческая, Куплиямская, Шараповская, Горковская, Семеновская, Коробовская, Архангельская, Колычевская, Дубровская, Лекинская, Фроловская, Середниковская.
В 1919 году 5 волостей Егорьевского уезда отошли в Спас-Клепиковский район: Колычевская, Архангельская, Лекинская, Фроловская и Дубровская
В 1921 году из Богородского уезда Московской губернии в Егорьевский уезд были переданы Беззубовская и Ильинская волости, причём в 1922-м Беззубовская вошла в состав Ильинской.
В 1922 году, после переподчинения уезда Московской губернии, где волости были изначально крупнее, было проведено укрупнение волостей. В результате их стало 13: Двоенская, Дмитровская, Егорьевская, Ильинская, Колычёвская, Красновская, Куплиямская, Лелечевская, Лузгаринская, Поминовская, Починковская, Раменская, Середниковская. Их количество оставалось неизменных до упразднения уезда в 1929 году.
Количество церковных приходов на территории Егорьевского уезде постепенно увеличивалось. Так, согласно описи фонда 16 ЦГАМО, в 1880 году их было 43, в 1901-м — 57, в 1903-м — 58, в 1909-м — 59, в 1913-м — 61. Дополнительно к ним с 1905 года в уезде официально существовала старообрядческая община со статусом отдельного прихода.